# Theodore Fitz Randolph
Theodore Fitz Randolph (Mansfield, 1826. június 24. – Morristown, 1883. november 7.) az Amerikai Egyesült Államok szenátora (New Jersey, 1875–1881).